# Kathleen Hale
Kathleen Hale (ur. 24 maja 1898 w Broughton, Lanarkshire, Szkocja, zm. 26 stycznia 2000 w Bristolu) – brytyjska autorka i ilustratorka książek dla dzieci.
Znana była głównie jako autorka serii książek o Pomarańczowym Kocie Orlando i jego rodzinie (Orlando, the Marmalade Cat). W latach 1938–1972 ukazało się 19 książek, ilustrowanych przez samą autorkę. Cykl otworzyła książka Orlando, the Marmalade Cat. A Camping Holiday.
Była zamężna, miała dwoje dzieci. W 1994 opublikowała autobiografię A Slender Reputation: An Autobiography. Została odznaczona m.in. Orderem Imperium Brytyjskiego (1976).